# فریتلینگن
فریتلینگن (به آلمانی: Frittlingen) یک شهر در آلمان است که در تاتلینگن واقع شده‌است. فریتلینگن ۲٬۱۰۴ نفر جمعیت دارد.

## خواهرخوانده
شهر نوی‌اشتات این زاکسن خواهرخواندهٔ فریتلینگن هست.